# Giheung (métro de Séoul)
Giheung (hangeul : 기흥 ; hanja : 器興) est une station de correspondance entre la ligne Suin–Bundang et la ligne Yongin Everline du métro de Séoul. Elle est située au 136 Giheung-ro, quartier Singal-dong, dans l'arrondissement Giheung-gu de la ville Yongin-si, sur le territoire de la province Gyeonggi-do, au sud-est de Séoul, en Corée du Sud.
Ouverte en 2011, la station est desservie par les rames omnibus qui circulent sur la ligne Suin–Bundang et par les rames automatiques de la Ligne Yongin Everline.

## Situation sur le réseau

Plan du réseau (2023)

La station Giheung est une station de correspondance entre la ligne Suin–Bundang et la ligne Yongin Everline du métro de Séoul :
sur la ligne Suin–Bundang, c'est une station souterraine située entre la station Singal, en direction du terminus nord Cheongnyangni, et la station Sanggal, en direction du terminus ouest Incheon ;
sur la ligne Yongin Everline, c'est une station aérienne, terminus ouest, située avant la station Université Kangnam en direction du terminus est Jeondae–Everland.

## Histoire
La station terminus Giheung est mise en service le 28 décembre 2011, lors de l'ouverture à l'exploitation de la section de Jukjeon à Giheung de la ligne Bundang. Elle devient une station de passage lors du prolongement suivant jusqu'à Mangpo le 1er décembre 2012.
Elle devient une station de correspondance le 26 avril 2013, lors de l'ouverture à l'exploitation de la ligne Yongin Everline dont elle est la station d'origine,.
Elle est incluse dans la ligne Suin–Bundang, le 12 septembre 2020, lors de la création de cette nouvelle ligne par la fusion de la ligne Bundang et de la ligne Suin, reliées par un nouveau tronçon complété par l'utilisation en commun d'un tronçon de la ligne 4 du métro de Séoul.